# 信号博弈
信號博弈（英語：signaling game），是一種由一個發送者（S）和另一個接收者（R）所組成的動態博弈。一開始這個發送者有一個給定的類型（t），接著發送者會觀察這個沒有其他人（好比說接收者）知道的類型，去從訊息堆 M = {m1, m2, m3,..., mj} 中選擇送出一個訊息（m），接著接收者會觀察這個訊息後從他可行的動作中 A = {a1, a2, a3,...., ak} 選一個作為反應動作（a），這裡要注意的是接收者除了訊息之外其他都無法得知（如發送者的類型t），接著根據（t, m, a）的組合來決定雙方會獲得的報酬或回報。

## 精炼贝叶斯均衡
每种类型的发送者发送的消息都满足消息集合M中的概率分布，设{\displaystyle m(t_{j})}表示{\displaystyle t_{j}}类型的发送者发送M中任意消息的概率。接收者观察到消息m后作出的反应动作{\displaystyle a^{*}(m)}也满足行动集合A中的概率分布。
精炼贝叶斯均衡需要满足下面四个条件：
- 接收者知道对任意的消息m，哪些类型的发送者会发送m。也即他知道发送m的发送者属于{\displaystyle t_{i}}类型的概率{\displaystyle \mu (t_{i}|m)}，这个概率对所有类型{\displaystyle t_{i}}求和应该等于1。
- 接收者选择的行动应该按照他对上一个条件的认知{\displaystyle \mu (t_{i}|m)}最大化他的预期效用，即选择适当的行动，使得{\displaystyle \sum _{t_{i}}\mu (t_{i}|m)U_{R}(t_{i},m,a)}最大化。记这个最大化预期效用的行动为{\displaystyle a^{*}(m)}。
- 根据上述条件确定的接收者策略{\displaystyle a^{*}}，对每种类型{\displaystyle t}，发送者选择的消息{\displaystyle m^{*}}应该最大化发送者的预期效用{\displaystyle U_{S}(t,m,a^{*}(m))}。
- 对发送者可能发送的每种消息{\displaystyle m}，如果至少存在一种类型{\displaystyle t}使得{\displaystyle m^{*}(t)}等于{\displaystyle m}的概率严格大于零（即至少存在一种类型的发送者可能会发送消息m），那么接收者收到消息{\displaystyle m}之后认为发送者属于t类型的后验概率{\displaystyle \mu (t|m)}满足贝叶斯定理：{\displaystyle \mu (t|m)=p(t)/\sum _{t_{i}}p(t_{i})}。